# Windows Vista
Windows Vista e версия на Microsoft Windows, от типа графична операционна система предназначена за персоналните компютри.
Представянето на системата е на 22 юли 2005 г. Разработката е официално завършена на 8 ноември 2006 г., а през следващите три месеца се разпространява сред производителите на компютърен софтуер и хардуер, бизнес потребителите. На 30 януари 2007 г. е официалната дата на началото на продажба на Vista по целия свят.
Във Vista е отделено по-голямо внимание на сигурността. Има възможност за родителски контрол, т.нар. Parent Control, който позволява на родителите да контролират донякъде времето, прекарано от децата им пред компютъра, както и достъпа до отделните програми.

## Системни изисквания
|                                       | Vista Capable          | Vista Premium Ready |
| ------------------------------------- | ---------------------- | ------------------- |
| Процесор                              | 800MHz                 | 1.0 GHz             |
| Оперативна памет                      | 512 MB RAM             | 2 GB RAM            |
| Графична карта                        | съвместима с DirectX 9 |                     |
| Графична памет                        |                        | 128 MB              |
| Капацитет на твърдия диск             | 20 GB                  |                     |
| Свободно пространство на твърдия диск | 15 GB                  |                     |
| Други устройства                      | DVD-ROM                | DVD-ROM             |

## Стил на изображението
Windows Aero е стилът на изображение в Windows Vista, заместващ Luna в Windows XP. Когато сте в режим Aero, има и възможност Flip 3D, която замества комбинацията Alt. + Tab. за бързо превключване между отворените прозорци. Новата комбинация се задейства с клавишите Win. Key + Tab. Тя осигурява лекота в превключването между различните прозорци. Комбинацията работи и в Windows 7 Aero.